# 정치적 억압
정치적 억압(political repression)은 정치적 이유로, 특히 시민이 사회의 정치 생활에 참여하는 것을 제한하거나 방지하여 동료 시민들 사이에서의 입지를 약화시키는 목적으로 국가 기관이 시민을 무력으로 통제하는 행위이다. 억압 전술은 정부가 통제권을 유지하기 위해 국가의 정치적 이념에 도전할 가능성이 가장 높은 시민을 표적으로 삼는다. 독재 국가에서 정치적 억압을 사용하는 것은 반체제 지원과 동원을 방지하는 것이다. 그것은 종종 인권 침해, 감시 남용, 경찰의 잔혹 행위, 투옥, 비자발적 정착, 시민의 권리 박탈, 정화, 살인, 즉결 처형, 고문, 강제 실종 및 정치 활동가, 반체제 인사 또는 일반 대중에 대한 기타 사법 외 처벌과 같은 폭력적인 행동이나 테러와 같은 정책을 통해 나타난다. 직접적인 억압 전술은 자신에게 가해진 피해를 알게 된 특정 행위자를 표적으로 삼는 반면 은밀한 전술은 시민이 잡힐 위협(도청 및 감시)에 의존한다. 전술의 효과는 다르다. 은밀한 억압 전술은 반체제 인사가 덜 탐지 가능한 반대 전술을 사용하게 하는 반면, 직접적인 억압은 시민이 억압을 목격하고 반응할 수 있게 한다. 정치적 억압은 공공 및 사적 미디어 소유권과 대중 내부의 자기 검열과 같은 서면 정책 외부의 수단을 통해 강화될 수도 있다.
정치적 억압이 국가에 의해 승인되고 조직되는 경우 국가 테러, 집단 학살, 정치 살인 또는 인도에 반한 범죄를 구성할 수 있다. 체계적이고 폭력적인 정치적 억압은 독재 정권, 전체주의 국가 및 이와 유사한 정권의 전형적인 특징이다. 정치적 억압의 사용은 권위주의 정권에 따라 다르지만, 억압은 지도자와 시민 사이에 권력 위계를 만들어 정권의 장수에 기여함으로써 독재 정권의 결정적 특징이자 기반이라고 주장된다. 억압 활동은 민주적 맥락에서도 발견되었다. 여기에는 억압 대상의 죽음이 결과인 상황을 설정하는 것도 포함될 수 있다. 정치적 탄압이 국가의 승인 없이 수행되지 않으면 정부의 일부가 여전히 책임을 져야 할 수 있다. 몇 가지 예로 1956년부터 1971년까지의 FBI 코인텔프로 작전과 1919년부터 1920년까지의 팔머 레이즈(Palmer Raids)가 있다.
일부 주에서는 "탄압"이 법률이나 정부 기관의 이름에서 사용되는 공식 용어가 될 수 있다. 소련은 형법에 정의된 정치적 반대에 대한 탄압에 대한 법적 정책을 가지고 있었고, 풀헨시오 바티스타 치하의 쿠바는 공식적으로 공산주의 활동 탄압국이라는 이름의 비밀 경찰 기관을 가지고 있었다. 소련 및 공산주의 연구 학자 스티븐 휘트크로프트에 따르면, 소련의 경우 "테러", "숙청" 및 "탄압"과 같은 용어가 동일한 사건을 지칭하는 데 사용된다. 그는 가장 중립적인 용어는 탄압과 대량 학살이라고 믿지만, 러시아어에서 탄압의 광범위한 개념은 일반적으로 대량 학살을 포함하는 것으로 여겨지고 때로는 이와 동의어로 간주되지만 다른 언어에서는 그렇지 않다.